# Brouy
Brouy är en kommun i departementet Essonne i regionen Île-de-France i norra Frankrike. Kommunen ligger i kantonen Méréville som tillhör arrondissementet Étampes. År 2022 hade Brouy 129 invånare.

## Befolkningsutveckling
Antalet invånare i kommunen Brouy
| Referens: INSEE |